# Solenopsis bivonae
Solenopsis bivonae är en klockväxtart som först beskrevs av Vincenzo Tineo, och fick sitt nu gällande namn av M.B.Crespo, Serra och Juan. Solenopsis bivonae ingår i släktet Solenopsis och familjen klockväxter. Inga underarter finns listade i Catalogue of Life.